# Parapseudes arenamans
Parapseudes arenamans is een naaldkreeftjessoort uit de familie van de Parapseudidae. De wetenschappelijke naam van de soort is voor het eerst geldig gepubliceerd in 2008 door Larsen & Shimomura.